# Natalie Schafer
Natalie Schafer (ur. 5 listopada 1900, zm. 10 kwietnia 1991) – amerykańska aktorka filmowa, najbardziej znana z roli Eunice "Lovey" Wentworth Howell w sitcomie Wyspa Gilligana (1964–67).

## Filmografia
- 1942: Spotkanie we Francji (Reunion in France) jako Frau Amy Schroder
- 1944: Małżeństwo to prywatna sprawa (Marriage Is a Private Affair) jako pani Irene Selworth
- 1947: Dishonored Lady jako Ethel Royce
- 1948: Kłębowisko żmij (The Snake Pit) jako pani Stuart
- 1948: U progu tajemnicy (Secret Beyond the Door) jako Edith Potter
- 1949: Osaczona (Caught) jako  Dorothy Dale
- 1956: Anastazja (Anastasia) jako Irina Lisemskaja
- 1961: Boczna ulica (Back Street) jako pani Evans
- 1964–1967: Wyspa Gilligana (Gilligan’s Island) jako Eunice "Lovely" Holiday
- 1975: Dzień szarańczy (The Day of the Locust) jako